# Орнитоптера райская
Орнитоптера райская (лат. Ornithoptera paradisea) — крупная дневная бабочка семейства Парусники.

## Описание

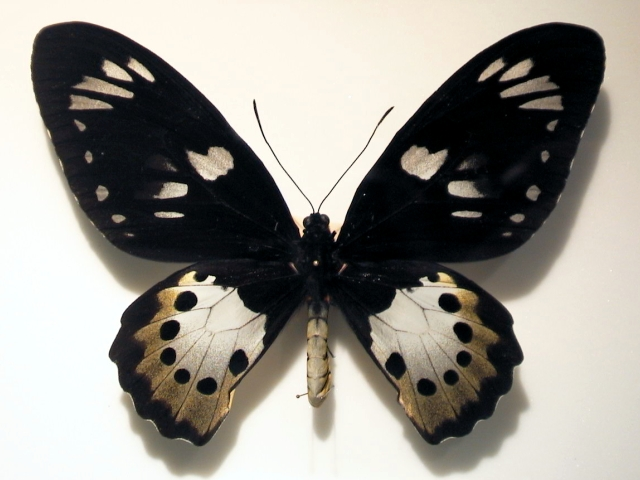
Самка. Верхняя сторона крыльев.

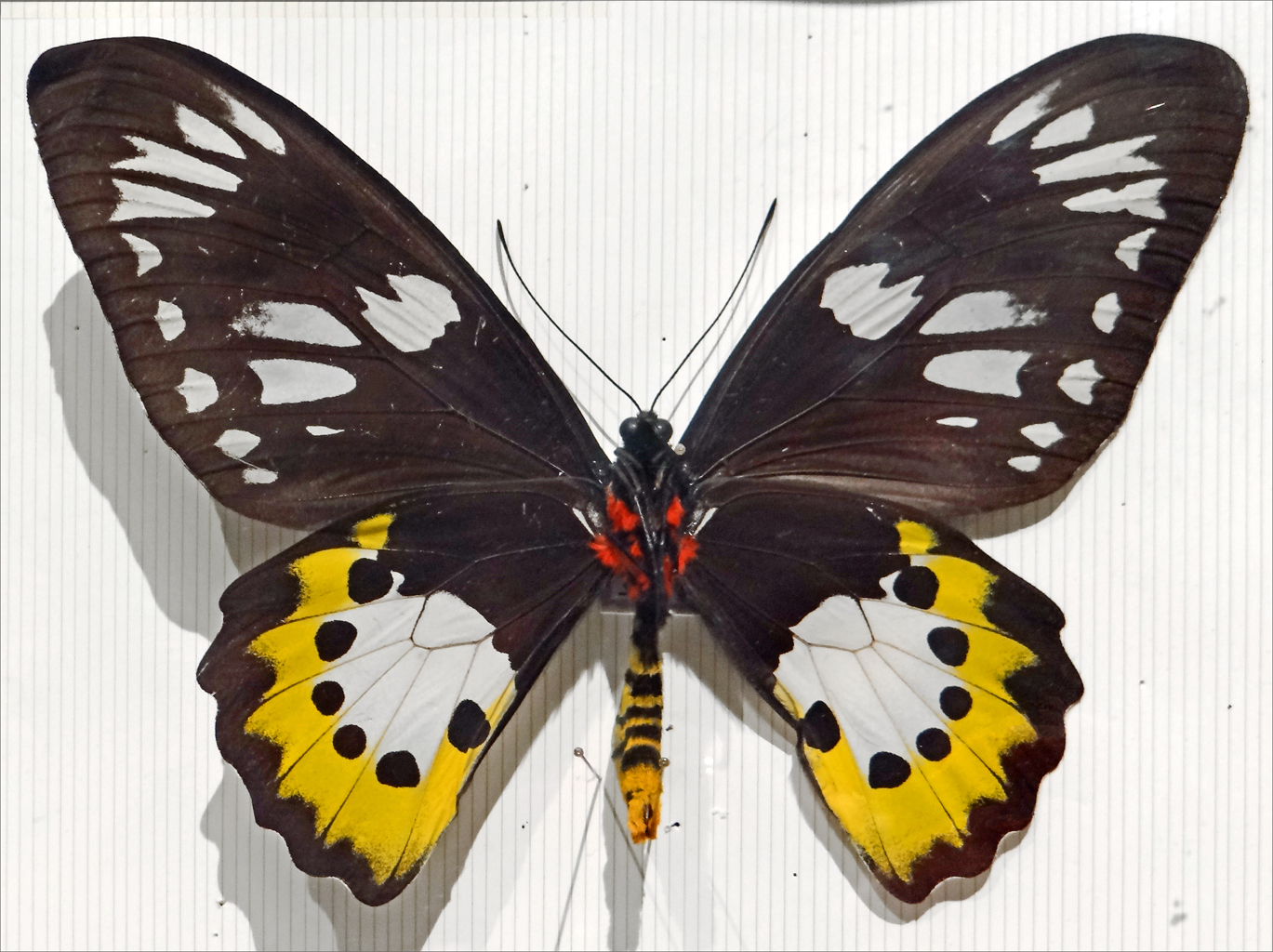
Самка. Нижняя сторона крыльев

Размах крыльев самки до 170 мм, самца — до 135 мм. Задние крылья самки без «хвостиков». Основной фон крыльев самки тёмно-бурый, на передних крыльях — светлый узор. В центральной части задних крыльев расположено обширное пятно, белый цвет которого к краю переходит в тон «кофе с молоком». По пятну между тёмными жилками разбросаны пять чёрных крупных пятен.
Основной фон крыльев самца бархатисто-чёрный, с сияющими жёлто-зелёными участками крыльев. Задние крылья украшены тоненькими изогнутыми хвостиками и гораздо меньше передних.

## Ареал
Новая Гвинея.

## Открытие вида
Отто Штаудингер описал вид в 1893 году на основании рукописи Арнольда Андреаса Фридриха Пагенстехера, имевшего несколько экземпляров бабочки из коллекции фон Шёнберга. Последний, в свою очередь, приобрел их у колониста. Пегенстехер также описал этот вид примерно в одно время со Штаудингером.
Типовой материал находится в Зоологической государственной коллекции Мюнхена.

## Подвиды
- Ornithoptera paradisea galatea
- Ornithoptera paradisea occidentalis
- Ornithoptera paradisea arfakensis
- Ornithoptera paradisea chrysanthemum
- Ornithoptera paradisea sabinae
- Ornithoptera paradisea flavescens
- Ornithoptera paradisea detanii
- Ornithoptera paradisea borchi
- Ornithoptera paradisea paradisea
- Ornithoptera paradisea demeter

## Замечания по охране
Занесен в перечень чешуекрылых, экспорт, реэкспорт и импорт которых регулируется в соответствии с Конвенцией о международной торговле видами дикой фауны и флоры, находящимися под угрозой исчезновения (СИТЕС).